# Pelican creț

## Etimologia denumirii științifice
Numele de gen provine din cuvântul grecesc pelekanos-pelican. Numele speciei provine de la cuvântul latin crispus-creț, ondulat, cu referire la moțul creț de pe creștet.

## Caracterizarea speciei
Pelicanul creț este ruda apropiată a Marelui Pelican Alb (pelicanul comun). Este doar cu puțin mai mare decât ruda sa și atinge o greutate de 10.000-12.000 grame. Penajul este alb suriu. În haina de nuntă, pe cap apare un moț de pene buclate și moi, care la păsările foarte bătrâne atinge o lungime de 14-16 cm, iar gușa care atârnă de cioc se colorează intens în roșu coral. Se hrănește în mod similar cu pelicanul comun. Năpârlește, în iulie-octombrie, similar cu pelicanul comun.

## Localizare și comportament
Populația sa este distribuită în sud-estul Europei, în special în Grecia, România și Rusia. În România cuibărește în Delta Dunării alături de Marele Pelican Alb, dar și izolat, în colonii mici de câteva zeci de perechi, în zona sudică a Deltei Dunării și complexul lagunar Razim-Sinoe. Cel puțin o parte din exemplarele acestei specii iernează pe culoarul inferior al Dunării, însă Grecia și Turcia reprezintă cartierele de iernare cele mai importante. E mai prudent și mai sperios decât ruda sa.

## Populație
Populația europeană a speciei este estimată la un efectiv de până la 2000 de perechi cuibăritoare. Din cauza efectivelor reduse și a degradării continue a condițiior de cuibărit, această specie este considerată amenințată. Alături de Marele Pelican Alb reprezintă speciile simbol ale Deltei Dunării.

## Reproducere
Se reîntorc din cartierele de iernare mai devreme decât Marele Pelican Alb, la începutul lui martie. Cuibul este mai elaborat, alcătuit din rizomi de stuf și alte resturi vegetale. Cuibăritul se desfășoară în mod similar celeilalte specii, în lunile martie-aprilie. Femela depune 2-4 ouă a căror perioadă de incubație durează circa 31 de zile. Puii sunt gata de zbor după 75-85 zile și ating maturitatea sexuală la 3-4 ani.

## Amenințări și măsuri de conservare
Drenajul și braconajul, asociate cu degradarea zonelor umede și pierderea teritoriilor de cuibărit constituie principalele amenințări. Pentru pelicanul creț a fost elaborat un Plan național de Acțiune care reglementează măsurile necesare pentru conservarea speciei (Administrația Biosferei Delta Dunării împreună cu SOR/ Birdlife România). De asemenea, platformele artificiale instalate în complexul lagunar Razim-Sinoe și-au dovedit eficiența prin ocuparea lor de către pelicanii creți.

## Rezervații desemnate pentru conservare
Balta Albă-Amara-Jirlău, Balta Tătaru, Balta Vederoasa, Bistreț, Calafat-Ciuperceni-Dunăre, Câmpia Gherghiței, Ciocănești-Dunăre, Confluența Jiu-Dunăre, Delta Dunării și Complexul lagunar Razim-Sinoe, Dunăre-Oltenița, Dunăre-Ostroave, Iezerul Călărași, Lacul Beibugeac, Lacul Bugeac, Lacul Dunăreni, Lacul Gălățui, Lacul Oltina, Lacurile Fundata-Amara, Lacul Tașaul, Lacul Corbul, Limanul Herghelia, Marea Neagră, Măcin-Niculițel, Măxineni, Oltenița-Ulmeni, Ostrovul Lung-Gostinu, Pădurea Hagieni, Suhaia, Valea Mostiștea, Vedea-Dunăre.

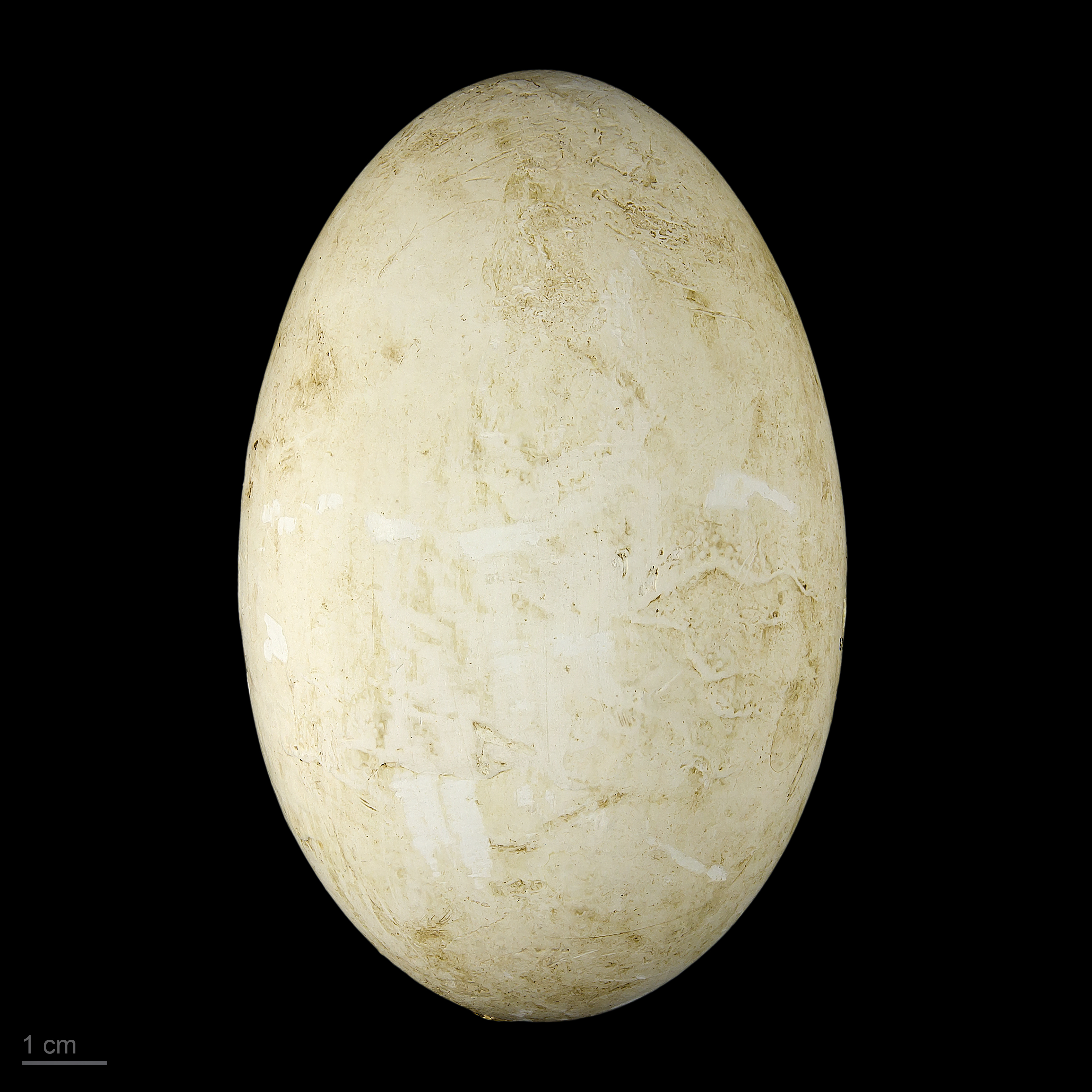
Pelecanus crispus - MHNT

## Vezi și
- Insula Ceaplace

## Legături externe
- Salvați Pelecanus crispus în Delta Dunării